# Valsugana
Valsugana (en alemany: Suganertal) és una vall del Trentino sud-oriental, junt els límits de les províncies de Vicenza i Belluno.

## Situació
D'est a oest, està marcada pel pas del riu Brenta. Al sud limita amb les terres altes d'Asiago, Folgaria i Lavarone, mentre que al nord domina la cadena Lagorai; el seu extrem occidental es troba al costat de la ciutat de Trento i la vall de l'Adige, aquesta passa entre les muntanyes per un estret entre l'altiplà d'Asiago i el Mont Grappa i prenent el nom del Canal Brenta (en el seu extrem meridional) acaba a la vora de Bassano del Grappa.
|  |  |

## Topònim i dialectes
El terme «Valsugana» ve del llatí Vallis Ausuganea, que significa «vall d'Ausugum», l'antic nom de la localitat de Borgo Valsugana. Els dialectes que es parlen a Valsugana són de la llengua romànica veneciana del vènet-central, d'acord amb subgrup de Vicenza.